# 铜币
铜币，以铜为材料制作的钱币。

## 历史

### 铜铸币
作为金属货币的雏形，青铜称量货币是最早被用作货币的铜制品。中国先秦时期，青铜是一种广泛使用的铜合金，被用于兵器、礼器及生产生活用具等的铸造，青铜器及其碎片能够回炉熔铸新的铜器，因而被接受为交易媒介:20-21:11。
铜贝是中国最早的金属铸币，也是全世界已发现的最早的金属铸币。无文铜贝主要流通于黄河中下游的中原地区，铸行于商代晚期到战国早期。春秋晚期到战国早期，晋、鲁、魏等国还有曾铸行包金铜贝或贴金铜贝。春秋晚期到战国末年的楚国蚁鼻钱则是一种有文铜贝。
到两周时期，金属铸币全面取代贝币和各种实物货币，其他几类金属铸币也逐渐发展完善，形成了中原地区的布币、齐鲁地区的刀币、楚国的金版和蚁鼻钱以及秦国的圜钱这先秦货币的四大体系。除金版为黄金材质外，其余几种均为青铜材质。
秦始皇统一中国后，全国行用半两钱，从此直至清朝末年，除新莽等个别时期，圆形方孔钱一直是中国的主要货币，且多为青铜铸币，“铜钱”成为方孔钱的别称。受中国影响，日本、朝鲜半岛、越南、琉球等国以及中国西域和中亚的一些国家和地区均曾铸行方孔铜钱。